# Steve Johnson
Steve "Stevie" Johnson Jr. (Orange, 24 de desembre de 1989) és un tennista professional estatunidenc.
En el seu palmarès destaca la medalla de bronze als Jocs Olímpics de Rio de Janeiro 2016 en dobles masculins junt a Jack Sock. Ha guanyat quatre títols individuals i un més en dobles en el circuit ATP, que li van permetre arribar al 21è lloc del rànquing individual i 39è en dobles.

## Biografia
Fill de Steve Johnson Sr. i Michelle, entrenador de tennis i professora de matemàtiques respectivament. Té una germana més gran anomenada Alison. Va començar a jugar a tennis per influència del seu pare, que fou el seu entrenador fins a anar a la Universitat del Sud de Califòrnia.
Es va casar amb Kendall Bateman el 21 d'agost de 2018.

## Jocs Olímpics

### Dobles masculins
| Any  | Campionat                             | Parella   | Oponents                     | Resultat |
| ---- | ------------------------------------- | --------- | ---------------------------- | -------- |
| 2016 | Jocs Olímpics, Rio de Janeiro, Brasil | Jack Sock | Daniel Nestor Vasek Pospisil | 6−2, 6−4 |

## Palmarès

### Individual: 6 (4−2)
| Llegenda                          |
| --------------------------------- |
| Grand Slams (0−0)                 |
| ATP Finals (0−0)                  |
| ATP World Tour Masters 1000 (0−0) |
| ATP World Tour 500 (0−1)          |
| ATP World Tour 250 (4−1)          |

| Títols per superfície |
| --------------------- |
| Dura (0−2)            |
| Gespa (2−0)           |
| Terra batuda (2−0)    |

| Resultat  | Núm. | Data                 | Torneig                     | Superfície   | Oponent             | Marcador         |
| --------- | ---- | -------------------- | --------------------------- | ------------ | ------------------- | ---------------- |
| Finalista | 1.   | 25 d'octubre de 2015 | Viena, Àustria              | Dura (i)     | David Ferrer        | 6−4, 4−6, 5−7    |
| Guanyador | 1.   | 25 de juny de 2016   | Nottingham, Regne Unit      | Gespa        | Pablo Cuevas        | 7−6(5), 7−5      |
| Guanyador | 2.   | 16 d'abril de 2017   | Houston, Estats Units       | Terra batuda | Thomaz Bellucci     | 6−4, 4−6, 7−6(5) |
| Guanyador | 3.   | 15 d'abril de 2018   | Houston (2)                 | Terra batuda | Tennys Sandgren     | 7−6(2), 2−6, 6−4 |
| Guanyador | 4.   | 22 de juliol de 2018 | Newport, Estats Units       | Gespa        | Ramkumar Ramanathan | 7−5, 3−6, 6−2    |
| Finalista | 2.   | 25 d'agost de 2018   | Winston-Salem, Estats Units | Dura         | Daniïl Medvédev     | 4−6, 4−6         |

### Dobles masculins: 8 (2−6)
| Llegenda                          |
| --------------------------------- |
| Grand Slams (0−0)                 |
| ATP Finals (0−0)                  |
| ATP World Tour Masters 1000 (0−1) |
| ATP World Tour 500 (0−0)          |
| ATP World Tour 250 (2−5)          |

| Títols per superfície |
| --------------------- |
| Dura (0−6)            |
| Gespa (1−0)           |
| Terra batuda (1−0)    |

| Resultat  | Núm. | Data                 | Torneig                  | Superfície   | Parella          | Oponents                              | Marcador            |
| --------- | ---- | -------------------- | ------------------------ | ------------ | ---------------- | ------------------------------------- | ------------------- |
| Finalista | 1.   | 27 de juliol de 2014 | Atlanta, Estats Units    | Dura         | Sam Querrey      | Vasek Pospisil Jack Sock              | 3−6, 7−5, [5−10]    |
| Finalista | 2.   | 21 de maig de 2016   | Memphis, Estats Units    | Dura (i)     | Sam Querrey      | Mariusz Fyrstenberg Santiago González | 4−6, 4−6            |
| Guanyador | 1.   | 21 de maig de 2016   | Ginebra, Suïssa          | Terra batuda | Sam Querrey      | Raven Klaasen Rajeev Ram              | 6−4, 6−1            |
| Finalista | 3.   | 19 de febrer de 2017 | Memphis (2)              | Dura (i)     | Ryan Harrison    | Brian Baker Nikola Mektić             | 3−6, 4−6            |
| Finalista | 4.   | 16 de febrer de 2020 | Nova York, Estats Units  | Dura (i)     | Reilly Opelka    | Dominic Inglot Aisam-ul-Haq Qureshi   | 6−7(5), 6−7(6)      |
| Finalista | 5.   | 1 d'agost de 2021    | Atlanta (2)              | Dura         | Jordan Thompson  | Reilly Opelka Jannik Sinner           | 4−6, 7−6(6), [3−10] |
| Finalista | 6.   | 22 d'agost de 2021   | Cincinnati, Estats Units | Dura         | Austin Krajicek  | Marcel Granollers Horacio Zeballos    | 6−7(5), 6−7(5)      |
| Guanyador | 2.   | 17 de juliol de 2022 | Newport, Estats Units    | Gespa        | William Blumberg | Raven Klaasen Marcelo Melo            | 6−4, 7−5            |

## Trajectòria

### Individual
| Open d'Austràlia | A   | A   | A   | 1R          | 1R          | 3R          | 3R    | 2R          | 1R          | 1R          | 1R          | A     | 2R |    | 0 / 9     | 6 − 9     |
| Roland Garros | A   | A   | A   | 1R          | 2R          | 3R          | 1R    | 3R          | 3R          | 1R          | 1R          | 3R    | 2R |    | 0 / 10    | 10 − 10   |
| Wimbledon | A   | A   | A   | 1R          | 1R          | 2R          | 4R    | 3R          | 1R          | 3R          | NC          | 2R    | 3R |    | 0 / 9     | 11 − 9    |
| US Open | Q1  | 1R  | 3R  | 1R          | 1R          | 1R          | 2R    | 2R          | 2R          | 1R          | 2R          | 2R    | 1R | 1R | 0 / 13    | 7 − 13    |
| Jocs Olímpics | NC  | NC  | A   | No celebrat | No celebrat | No celebrat | QF    | No celebrat | No celebrat | No celebrat | No celebrat | A     | NC | NC | 0 / 1     | 3 − 1     |
| Total Victòries−Derrotes | 0−1 | 0−2 | 3−5 | 4−10        | 19−20       | 36−28       | 30−28 | 30−22       | 27−22       | 14−21       | 6−8         | 10−12 |    |    | 182 − 184 | 182 − 184 |
| Rànquing a final d'any | 636 | 372 | 175 | 156         | 37          | 32          | 33    | 44          | 33          | 85          | 72          | 85    |    |    |           |           |
| Llegenda: G: Guanyador; F: Finalista; SF: Semifinalista; QF: Quarts de final; Q: Qualificació; A: Absent; RR: Round Robin; NC: No celebrat; |     |     |     |             |             |             |       |             |             |             |             |       |    |    |           |           |

### Dobles masculins
| Open d'Austràlia | A   | A   | A           | A           | 1R          | 2R    | A           | 2R          | 2R          | 3R          | A  | A  | 0 / 5   | 5 − 5   |
| Roland Garros | A   | A   | A           | 1R          | 2R          | A     | 1R          | 3R          | 1R          | 1R          | 1R | A  | 0 / 7   | 3 − 7   |
| Wimbledon | A   | A   | 1R          | A           | 2R          | 1R    | A           | A           | A           | NC          | A  | 1R | 0 / 4   | 1 − 4   |
| US Open | 1R  | 2R  | 1R          | 1R          | SF          | 1R    | 1R          | A           | 1R          | A           | SF | 1R | 0 / 10  | 9 − 10  |
| Jocs Olímpics | NC  | A   | No celebrat | No celebrat | No celebrat | 3r    | No celebrat | No celebrat | No celebrat | No celebrat | A  | NC | 0 / 1   | 4 − 1   |
| Total Victòries−Derrotes | 2−2 | 5−5 | 4−6         | 8−8         | 13−14       | 18−19 | 9−12        | 13−12       | 1−9         |             |    |    | 81 − 92 | 81 − 92 |
| Rànquing a final d'any | 191 | 167 | 121         | 101         | 52          | 85    | 167         | 89          | 455         | 137         |    |    |         |         |
| Llegenda: G: Guanyador; F: Finalista; SF: Semifinalista; QF: Quarts de final; Q: Qualificació; A: Absent; RR: Round Robin; NC: No celebrat; |     |     |             |             |             |       |             |             |             |             |    |    |         |         |